# Kevin Gates
Kevin Gates (Baton Rouge, 5 de fevereiro de 1986), é um artista americano, rapper, cantor e empreendedor.
O artista atualmente mantém contrato com a Atlantic Records, juntamente com a sua própria gravadora, Bread Winners' Association. Seu primeiro álbum de estúdio, Islah, foi lançado em janeiro de 2016 e chegou ao número dois na lista Billboard 200. Antes de Islah, Gates também lançou inúmeras mixtapes, incluindo Stranger Than Fiction, By Any Means e Luca Brasi 2, todas as quais alcançando o top 40 na Billboard 200.

## Vida pessoal
Marcellus Kevin Gates nasceu em 5 de fevereiro de 1986 em Nova Orleães, com origens porto-riquenha, logo em seguida mudando-se com sua família para Baton Rouge. Gates teve uma criação tumultuada, sendo preso pela primeira vez aos 13 anos por joyriding (isto é, por roubar um carro temporariamente para correr com ele). Aos 17 anos, estudou brevemente no colégio comunitário local de Baton Rouge.
Em agosto de 2015, envolveu-se em uma polêmica ao agredir uma fã durante um show em Lakeland, na Flórida. Em outubro do mesmo ano, casou-se com sua namorada Dreka Haynes, conhecida como Mrs. Dreka, e anunciou seu primeiro álbum, islah (em árabe: إصلاح, ʾIṣlāḥ, significando "reforma" ou "melhora"), o mesmo nome de sua filha primogênita.
Kevin e sua esposa são convertidos ao islamismo sunita, e fizeram a hajj em setembro de 2016.